# 95. østlige længdekreds
Den 95. østlige længdekreds (eller 95 grader østlig længde) er en længdekreds, der ligger 95 grader øst for nulmeridianen. Den løber gennem Ishavet, Asien, det Indiske Ocean, det Sydlige Ishav og Antarktis.